# Načelnik Generalštaba Jugoslavenske narodne armije
Načelnik Generalštaba Jugoslavenske narodne armije, dužnost koju su obnašali visoki vojni časnici u Jugoslavenskoj narodnoj armiji. Načelnik Generalštaba Jugoslavenske narodne armije stoji na čelu Generalštaba i rukovodi njegovim radom.
U tadašnjim odnosima, Savezni sekretarijat za narodnu obranu je bio političko tijelo čija je zadaća bila ne samo upravljanje i nadzor nad oružanim snagama već i donošenje temeljnih strategija, pa i operativnih planova. Generalštab JNA je prije svega imao izvršnu i operativnu ulogu. Takav oblik ustroja ministarstava obrane bio je značajka gotovo svih socijalističkih i komunističkih država, a nastao je ugledajući se na oružanu organizaciju oružanih snaga Saveza Sovjetskih Socijalističkih Republika.

## Ovlasti načelnika Generalštaba JNA
Savezno izvršno vijeće donijelo je Uredbu o organizaciji i djelovanju Savjeta narodne obrane 26. lipnja 1953. godine. Po njoj su po svom položaju članovi toga Savjeta: državni sekretar za poslove narodne obrane i načelnik Generalštaba Jugoslavenske narodne armije. Generalštab je imao četiri uprave (I. – IV.) izravno podređene načelniku Generalštaba. Za svaku od tri grane oružanih snaga načelnik Generalštaba imao je zamjenika.

## Načelnici Generalštaba JNA (1945. – 1992.)
- *JNA je prestala postojati 20. svibnja 1992.

## Unutarnje poveznice
- Savezni sekretar za narodnu obranu
- Oružane snage SFRJ
  - Jugoslavenska narodna armija
  - Teritorijalna obrana